# Schusteria littorea
Schusteria littorea är en kvalsterart som beskrevs av Grandjean 1968. Schusteria littorea ingår i släktet Schusteria och familjen Selenoribatidae. Inga underarter finns listade i Catalogue of Life.